# Lo contrario al amor
Lo contrario al amor es una película española dirigida por Vicente Villanueva, estrenada en España el 26 de agosto de 2011. Está producida por Antena 3 Films

## Sinopsis
Merce (Adriana Ugarte) y Raúl (Hugo Silva), después de varios fracasos amorosos se conocen y enamoran e inevitablemente se ven de nuevo abocados a repetir la historia tantas veces vivida, tras la primera fase romántica se da paso al miedo, al control, la dependencia, el intento de cambiar al otro y adaptarlo a sí mismo, algo enfermizo, algo que nada tiene que ver con el amor, es justo lo contrario al amor.

## Reparto
- Adriana Ugarte - Merce
- Hugo Silva - Raúl
- Luis Callejo - Fidel
- Marta Hazas - Silvia
- Lucía Martínez
- Elena Ballesteros - Sandra
- Kiti Mánver - Mariamparo
- Alejandro Casaseca - Isidro
- Álex Barahona - Toño
- Guadalupe Lancho - Loreto
- Saida Benzal - Eva
- Rubén Sanz - Salva
- Pepa Aniorte - Vidente